# Фикус бенджамина
Фи́кус бенджами́на (лат. Ficus benjamina) — вид растений из рода Фикус семейства Тутовые (Moraceae). Вечнозелёное дерево или кустарник, в дикой природе вырастает до 25 м в высоту. Распространён в Индии, Китае, Юго-Восточной Азии, на Филиппинах, на севере Австралии.

## Название
Согласно большинству источников, видовое название «benjamina» происходит от английского «benjamin» (бензоя), восходящего к арабскому «luban jawi» («яванский ладан»). По этой версии, европейцы ошибочно полагали, что фикус бенджамина является источником бензойной смолы (на самом деле последняя вырабатывается растениями рода Стиракс).
Альтернативный вариант этимологии выводит «benjamina» от санскритского «banij» — «баньян» (собственно баньян является другим представителем рода Фикусовых). Согласно третьей, менее распространённой версии, правильным прочтением латинского таксона Ficus benjamina является фикус беньямина, а происходит оно от индийского слова «benyan»/«banyan», также обозначающего баньян. Ключевым сходством между дикорастущим фикусом бенджамина и баньяном, которое могло побудить природоведов Раннего Нового времени дать такое название фикусу, является, по-видимому, раскидистая крона дерева.
Кроме того, в русскоязычных источниках распространено ошибочное написание фикус Бенджамина (с прописной буквы), однако свидетельств о наличии какой бы то ни было связи между названием биологического вида и антропонимом Бенджамин не обнаружено.

## Морфология

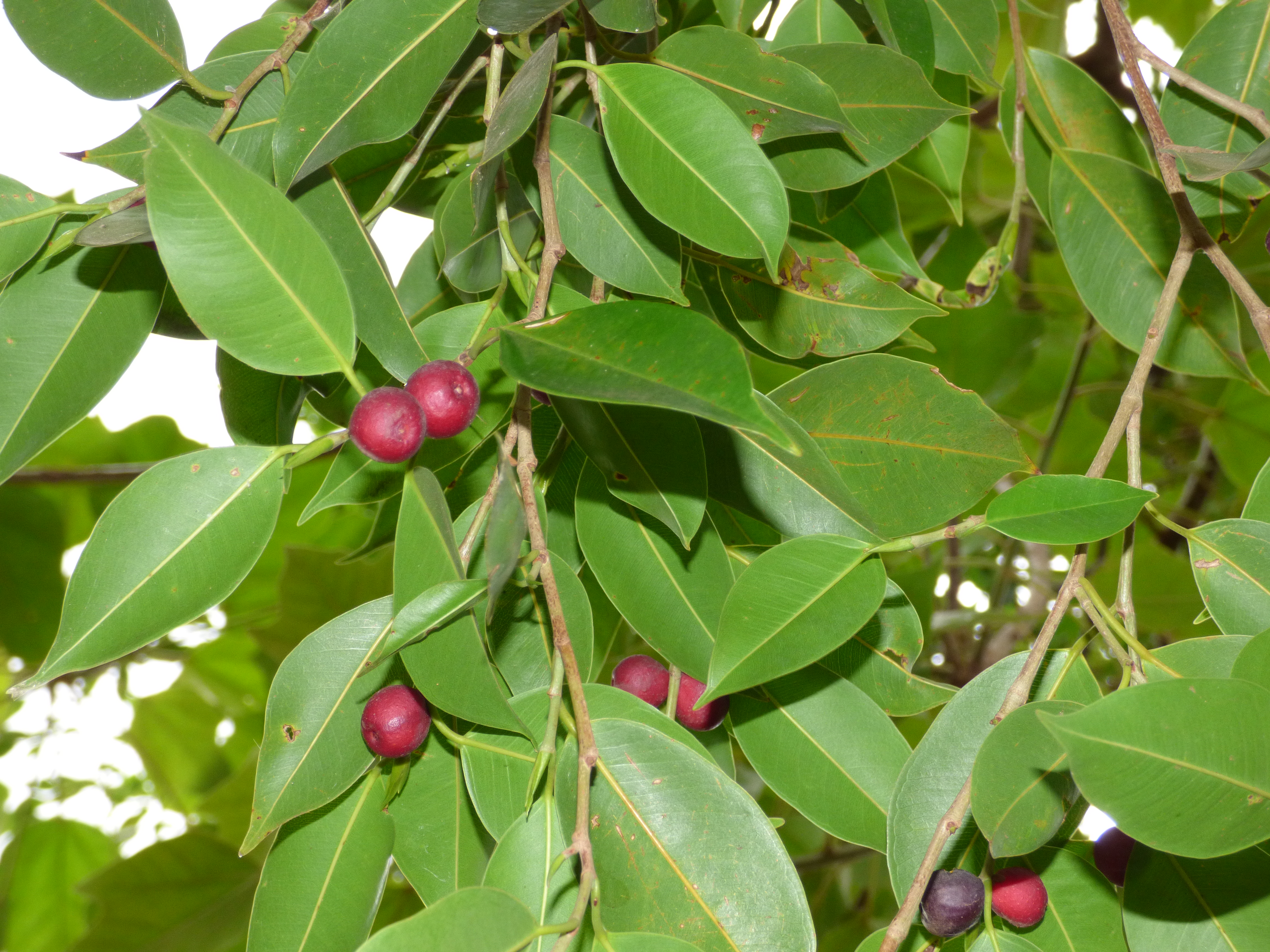
Ветвь с плодами

Побеги прямостоячие. Стебель круглый. Листья глянцевые, гладкие, тонкокожистые, продолговато-овальные с заостренной вершиной, 6—13 см длиной и 2—6 см шириной. Расположение листьев на ветвях очередное, листья образуются в одной плоскости. Край листа цельнокрайный. Жилкование перистопетлевидное, центральная жилка слабо выражена, с 8—12 парами боковых жилок. Черешок составляет около 2 см.
Кора серая, с редкими коричневыми штрихами. Крона широкая, ветви поникающие.
Плоды — сиконии — круглые или продолговатые, парные, размером до 2 см в диаметре, красного или оранжевого цвета, несъедобны.

## Культивирование в домашних условиях

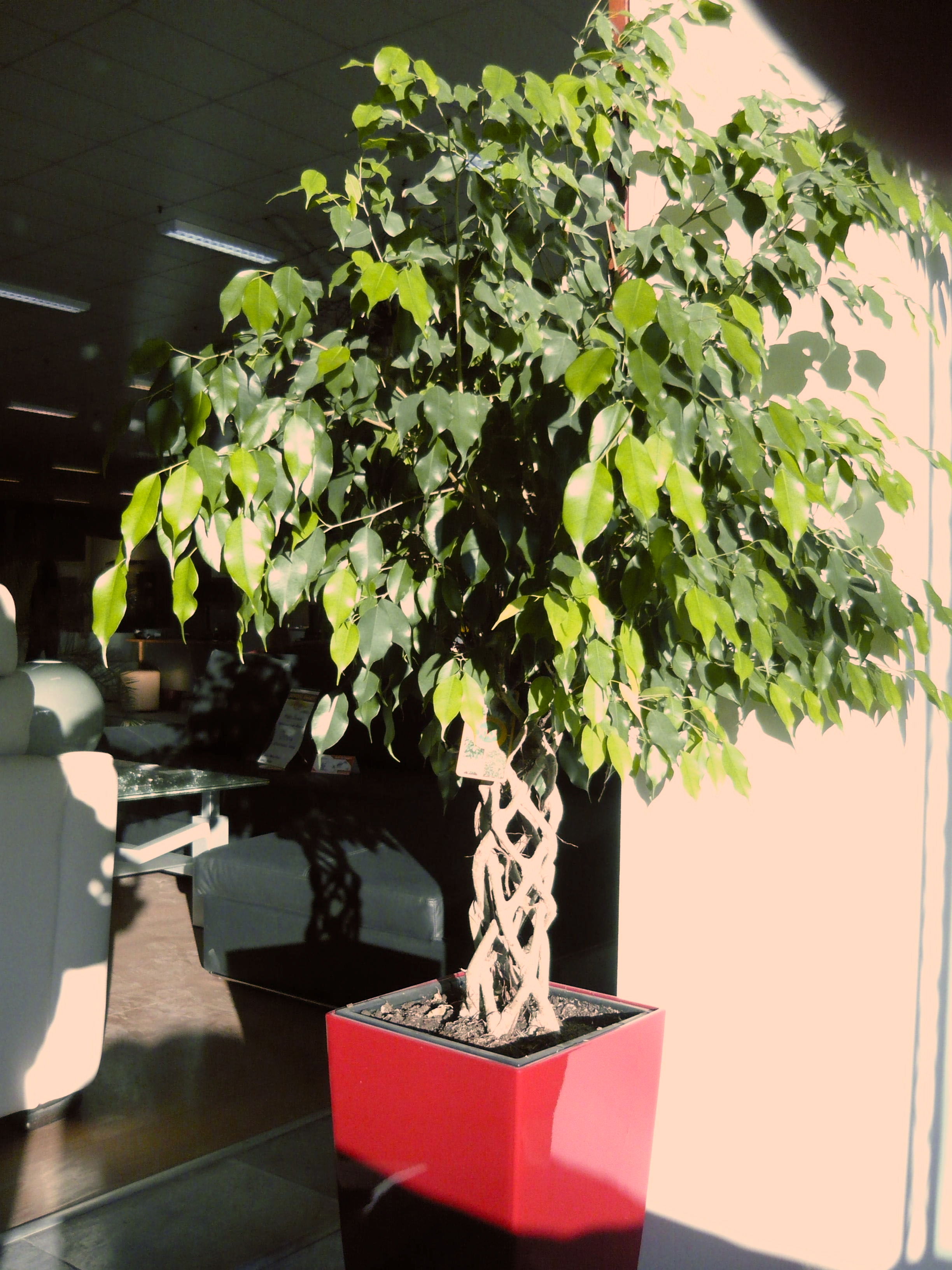

Фикус бенджамина пользуется огромной популярностью в комнатном цветоводстве, фитодизайне и озеленении помещений. При хорошем уходе в домашних условиях растёт быстро, достигая высоты до 2—3 м.
Температура содержания не должна быть ниже 14 °C; важно чтобы грунт не переохлаждался. Оптимальная температура содержания фикуса — 25—30 °C летом и 16—20 °C зимой.
Фикусам бенджамина с пёстрыми листьями нужно хорошее освещение, для сортов с зелёными листьями подойдёт рассеянный свет и полутень.
Не следует устанавливать жёсткий график полива фикуса, так как внешние условия (освещение, температура, влажность) постоянно меняются, влияя на интенсивность потребления влаги растением. Необходимо следить за состоянием земляного кома и поливать растение по потребности. Ряд источников рекомендуют поливать фикусы горячей водой вплоть до 50 °C.
Летом нужна повышенная влажность воздуха и опрыскивание кроны водой. При опрыскивании жёсткой водой на листьях остаются белёсые разводы, поэтому следует использовать мягкую или обессоленную воду.
Необходимо оберегать фикусы бенджамина от чрезмерного полива, сквозняков, резких перепадов температуры. В остальном уход за фикусами бенджамина аналогичен уходу за другими видами фикусов.

## Сорта для выращивания в домашних условиях

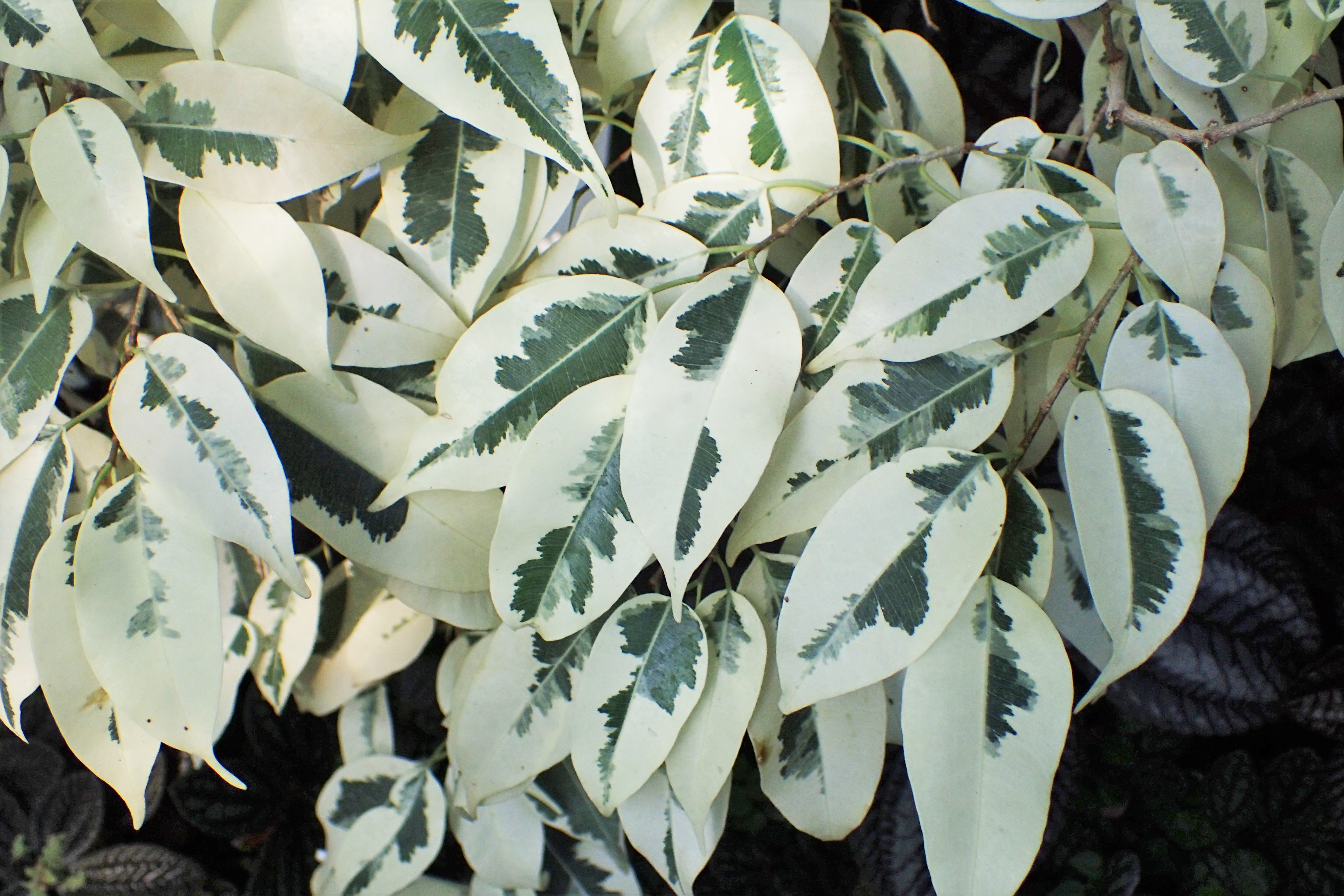
Листья сорта 'Starlight'

Имеется множество сортов с листьями разных размеров, окрасок и форм. Самые популярные у российских цветоводов: Danielle, Exotica, Monique, Barok, вариегатные Starlight и Reginald, мелколиственные Natasja, Kinky, Wiandi. Карликовые сорта используются для бонсай.

## Интересные сведения
Фикус бенджамина является деревом-символом Бангкока — столицы Таиланда.
Часто для придания стволу растения толщины и фактуры при выращивании в декоративных целях сажают 2—3 растения вместе и переплетают их стволы в косичку или жгут. По мере роста стволы срастаются и образуют красивые наросты.
В Королевском ботаническом саду в Перадении на Шри-Ланке растет фикус 150 лет от роду, имеющий крону площадью в 2500 квадратных метров. Местные жители дали ему имя «Черепаха» за сходство формы кроны с этим животным.